# Campanula sartorii
Campanula sartorii là loài thực vật có hoa trong họ Hoa chuông. Loài này được Boiss. & Heldr. mô tả khoa học đầu tiên năm 1875.